# Orceana Calcio 1988-1989
Questa pagina raccoglie le informazioni riguardanti l'Orceana Calcio nelle competizioni ufficiali della stagione 1988-1989.

## Rosa
| N. |                   | Ruolo | Calciatore             |
| -- | ----------------- | ----- | ---------------------- |
|    | Italia (bandiera) |       | Bergamini              |
|    | Italia (bandiera) | A     | Renato Bergomi         |
|    | Italia (bandiera) | C     | Roberto Correnti       |
|    | Italia (bandiera) | D     | Giuseppe Decca         |
|    | Italia (bandiera) | C     | Marco Donelli          |
|    | Italia (bandiera) | C     | Luciano Feliciani      |
|    | Italia (bandiera) | C     | Adriano Festa          |
|    | Italia (bandiera) | D     | Massimiliano Filippini |
|    | Italia (bandiera) | D     | Gianfranco Gervasi     |
|    | Italia (bandiera) | C     | Claudio Girelli        |

| N. |                   | Ruolo | Calciatore             |
| -- | ----------------- | ----- | ---------------------- |
|    | Italia (bandiera) | P     | Nello Malizia          |
|    | Italia (bandiera) | A     | Alessandro Marinoni    |
|    | Italia (bandiera) | A     | Oscar Miglioli         |
|    | Italia (bandiera) | D     | Giuseppe Mussa         |
|    | Italia (bandiera) | D     | Ulisse Paleni          |
|    | Italia (bandiera) | C     | Marco Pizzoni          |
|    | Italia (bandiera) | C     | Giancarlo Trainini     |
|    | Italia (bandiera) | P     | Dario Giuseppe Zanetti |
|    | Italia (bandiera) | D     | Gianbattista Zanetti   |